# Método Aoki-Velloso
O método Aoki-Velloso corresponde a uma expressão semi-empírica para determinação das cargas em estacas de fundações.
A capacidade total de carga na ruptura ({\displaystyle R}) é composta pela resistência de ponta ({\displaystyle R_{p}}) e pela resistência lateral ({\displaystyle R_{l}}).
A resistência total de ponta é definida como:
{\displaystyle R_{p}=r_{p}\cdot A_{p}}
- {\displaystyle R_{p}}: Resistência de ponta;

- {\displaystyle r_{p}}: Capacidade de carga do solo na cota de apoio do elemento estrutural de fundação;

- {\displaystyle A_{p}}: Área da seção transversal da ponta.

A resistência lateral da estaca é definida como:
{\displaystyle R_{l}=U\cdot \sum _{1}^{n}\left(r_{l}\cdot \Delta l\right)_{n}}
- {\displaystyle R_{l}}: Resistência lateral;

- {\displaystyle U}: Perímetro da seção transversal;

- {\displaystyle \Delta l}: Espessura da camada;

- {\displaystyle r_{l}}: Tensão média de atrito lateral na camada de espessura {\displaystyle \Delta l};

- {\displaystyle n}: Número de camadas.

A resistência de ponta ({\displaystyle r_{p}}) e a resistência lateral ({\displaystyle r_{l}}) podem ser estimadas através de ensaios de penetração contínua (CPT):
{\displaystyle r_{p}={q_{c} \over F_{1}}}
{\displaystyle r_{l}={f_{c} \over F_{2}}}
- {\displaystyle q_{c}}: resistência de ponta fornecida pelo ensaio CPT;

- {\displaystyle f_{c}}: resistência lateral fornecida pelo ensaio CPT;

- {\displaystyle F_{1}}: Coeficiente de transformação que engloba o tipo de estaca e o efeito escala entre a estaca (protótipo) e o cone do CPT (Modelo), para o cálculo da carga de ponta;

- {\displaystyle F_{2}}: Coeficiente de transformação que engloba o tipo de estaca e o efeito escala entre a estaca (protótipo) e o cone do CPT (Modelo), para o cálculo da resistência lateral.

Os valores de {\displaystyle F_{1}} e {\displaystyle F_{2}} para os diferentes tipos de estacas estão indicados na tabela abaixo:
| Tipo de Estaca | {\displaystyle F_{1}} | {\displaystyle F_{2}} |
| -------------- | --------------------- | --------------------- |
| Franki         | 2,5                   | 5,0                   |
| Metálica       | 1,75                  | 3,5                   |
| Pré-Moldada    | 1,75                  | 3,5                   |

Na ausência de ensaios de penetração com cones (CPT), podem ser utilizadas as
informações obtidas a partir de sondagens SPT:
{\displaystyle q_{c}=K\cdot N_{spt}}
{\displaystyle f_{c}=\alpha \cdot q_{c}}
- {\displaystyle K}: Correlação entre o {\displaystyle N_{spt}} e {\displaystyle q_{c}} obtidos nos ensaios SPT e CPT em função do tipo de solo;

- {\displaystyle \alpha }: Correlação entre o {\displaystyle f_{c}} e {\displaystyle q_{c}} obtidos no ensaio CPT em função do tipo de solo;

- {\displaystyle N_{spt}}: Valor obtido com a sondagem SPT e que corresponde ao número de golpes na camada.

Os valores de {\displaystyle K} e {\displaystyle \alpha } para os diferentes tipos de solo estão indicados na tabela abaixo:
| Tipo de Solo         | {\displaystyle K}(kPa) | {\displaystyle \alpha }(%) |
| -------------------- | ---------------------- | -------------------------- |
| Areia                | 1000                   | 1,40                       |
| Areia Siltosa        | 800                    | 2,00                       |
| Areia silto argilosa | 700                    | 2,40                       |
| Areia argilosa       | 600                    | 3,00                       |
| Areia argilo siltosa | 500                    | 2,80                       |
| Silte arenoso        | 550                    | 2,20                       |
| Silte areno argiloso | 450                    | 2,80                       |
| Silte                | 400                    | 3,00                       |
| Silte argilo arenoso | 250                    | 3,00                       |
| Silte argiloso       | 230                    | 3,40                       |
| Argila arenosa       | 350                    | 2,40                       |
| Argila silto arenosa | 330                    | 3,00                       |
| Argila areno siltosa | 300                    | 2,80                       |
| Argila siltosa       | 220                    | 4,00                       |
| Argila               | 200                    | 6,00                       |

A carga total na ruptura é dada por:
{\displaystyle R={K\cdot N_{p} \over F_{1}}A_{p}+{U \over F_{2}}\sum _{1}^{n}\left(\alpha \cdot K\cdot N_{l}\cdot \Delta l\right)_{n}}
- {\displaystyle N_{p}}: {\displaystyle N_{spt}} na cota da ponta;

- {\displaystyle N_{l}}: {\displaystyle N_{spt}} na camada de espessura {\displaystyle \Delta l}.